# Estación de Kagraner Platz
La estación de Kagraner Platz  es una estación de la línea 1 del metro de Viena. Se encuentra en el distrito XXII. Abrió sus puertas el 2 de septiembre de 2006. Conecta con la línea 26 de tranvía y con las líneas de autobús 23A, 24A y 31A.
- Datos: Q2465718
- Multimedia: Kagraner Platz metro station / Q2465718